# Marcier
Die plebejischen Marcier (lateinisch: Marcii bzw. gens Marcia) waren ein angesehenes, weit verzweigtes altrömisches Geschlecht. Bedeutende Zweige der Familie waren die Philippi und die Reges. Der Name ist durch Anhängen des Suffixes -ius vom praenomen Marcus abgeleitet. Laut Plutarch in seiner Biographie des legendären Gnaeus Marcius Coriolanus existierte auch ein patrizischer Zweig der gens Marcia. In den fasti consulares sind jedoch keine Marcii als eindeutig patrizische Konsuln angeführt. Der erste historisch verbürgte Marcius ist ein Volkstribun (tribunus plebis) im Jahr 389 v. Chr. Von einer Andeutung Ciceros ausgehend, glaubte bereits Theodor Mommsen, dass die Marcier Coriolanus erfunden haben – zur Verherrlichung ihres Geschlechts, der plebejischen Nobilität und der Plebejer als Ganzes. Einzig der laut Livius im Jahr 210 v. Chr. verstorbene rex sacrorum Marcus Marcius kann als Indiz für das Patriziertum eines Zweigs der Familie angeführt werden, da laut Cicero dieses Amt in der republikanischen Zeit exklusiv dem patrizischen Adel vorbehalten war. Jedoch ist auch hier eine plebejische Abstammung wahrscheinlicher, da die Ernennung von Marcus Marcius allem Anschein nach in die Amtszeit des ersten nachweislich plebejischen Pontifex Maximus Lucius Caecilius Metellus fiel und somit in eine konfliktreiche historische Ausnahmszeit.
Auf Münzen erscheinen die Marcier 134 v. Chr. mit drei Nominalen (Denar, Triens, Quadrans) mit dem Namenskürzel M.MARCI MN.F.

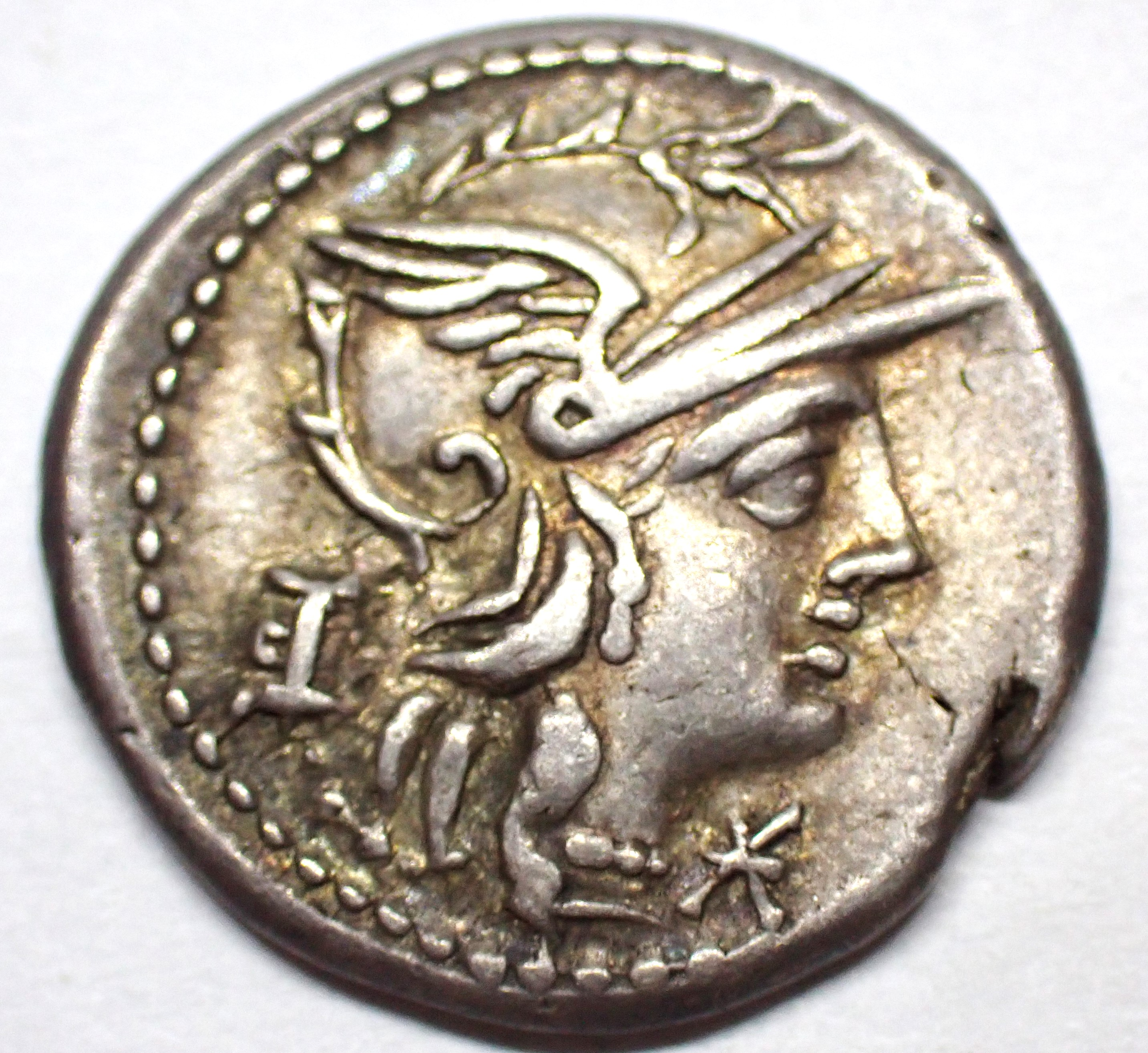
Roma auf Denar des M. Marcius Mn filius, Albert 940

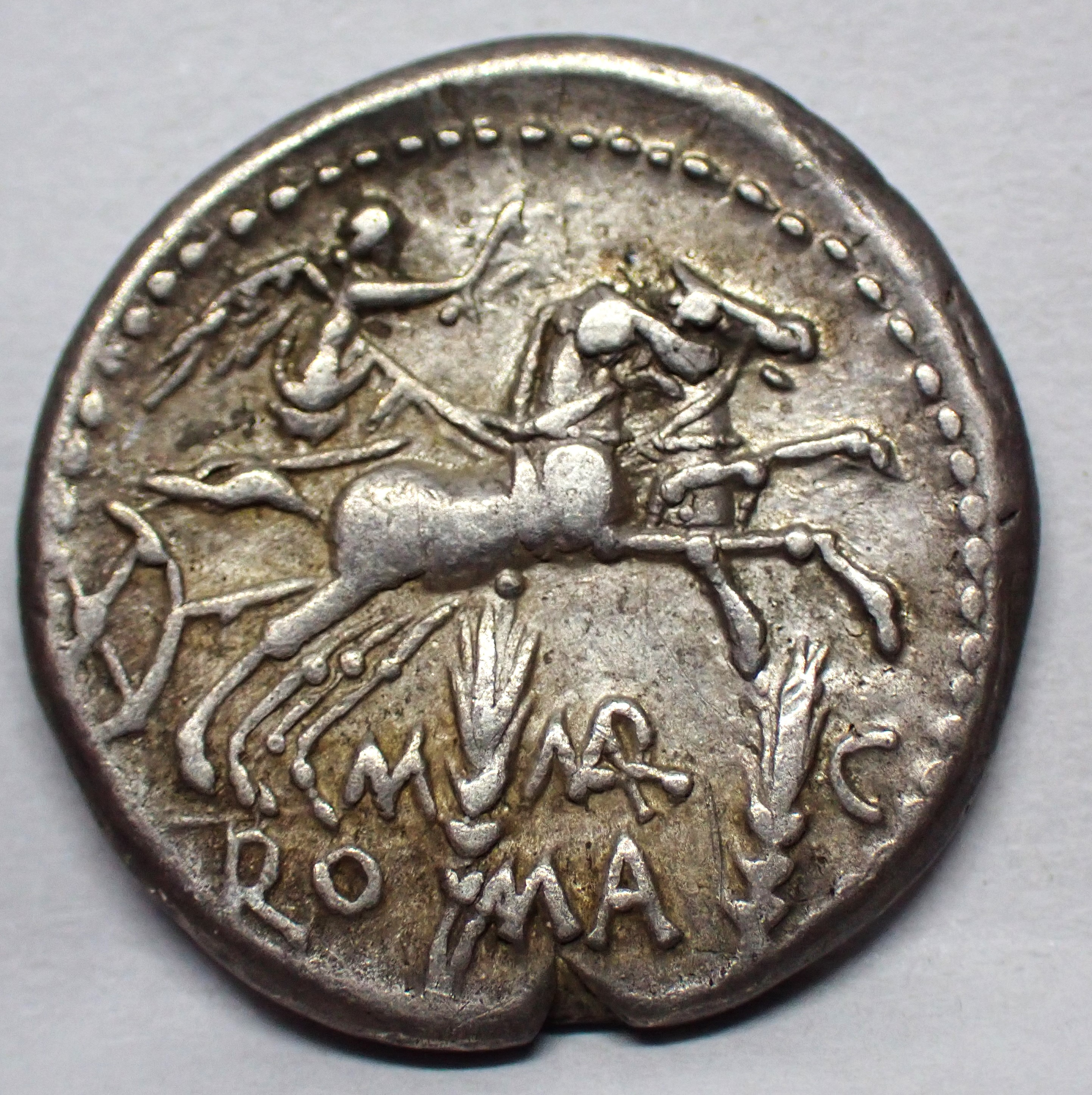
M MAR C unter Biga, Albert 940

## Bekannte Vertreter
- Numa Pompilius († angeblich 671 v. Chr.), der zweite König Roms ist Stammvater der Marcier.
- Ancus Marcius († angeblich 616 v. Chr.), der vierte König Roms, war der Enkel Numas mütterlicherseits.
- Gaius Marcius Censorinus (Anhänger des Marius) († 82 v. Chr.), römischer Politiker und Militär
- Gaius Marcius Censorinus (Konsul 8 v. Chr.) († um 3 n. Chr.), römischer Politiker
- Gaius Marcius Figulus (Konsul 162 v. Chr.), römischer Politiker, Konsul 162 v. Chr. und 156 v. Chr.
- Gaius Marcius Figulus (Jurist), römischer Jurist, Konsulatsbewerber um 130 v. Chr.
- Gaius Marcius Figulus (Konsul 64 v. Chr.), römischer Politiker, Konsul 64 v. Chr.
- Gaius Marcius Rutilus war viermal Konsul.
- Gaius Marcius Rutilus Censorinus, Sohn des Vorigen, war Konsul 310 v. Chr., und zweimal zum Zensor gewählt wurden, aber dann ein Gesetz durchsetzte, das die zweimalige Bewerbung zu diesem Amt verbot.
- Gaius Marcius Macedo, römischer Offizier (Kaiserzeit)
- Gnaeus Marcius Coriolanus († angeblich 488 v. Chr.) führte nach seiner Verurteilung zu lebenslanger Verbannung ein Heer der Volsker gegen Rom.
- Gnaeus Marcius Rutilus war 389 v. Chr. tribunus plebis.
- Lucius Marcius, antiker römischer Toreut
- Lucius Marcius Celer Marcus Calpurnius Longus, römischer Suffektkonsul 144
- Lucius Marcius Censorinus (Konsul 149 v. Chr.), römischer Politiker und Senator
- Lucius Marcius Censorinus (Münzmeister), römischer Münzmeister
- Lucius Marcius Censorinus (Konsul 39 v. Chr.), römischer Politiker und Senator
- Lucius Marcius Figulus, römischer Flottenkommandant
- Lucius Marcius Philippus (Konsul 91 v. Chr.), römischer Politiker
- Lucius Marcius Philippus (Konsul 56 v. Chr.) (um 102 v. Chr.–nach 43 v. Chr.), römischer Politiker
- Lucius Marcius Philippus (Suffektkonsul 38 v. Chr.) (um 80 v. Chr.–nach 33 v. Chr.), römischer Politiker
- Lucius Marcius Sabula, römischer Offizier (Kaiserzeit)
- Marcus Marcius (Rex sacrorum; † 210 v. Chr.), bekleidete als erster und einziger Plebejer das Priesteramt des Rex Sacrorum; auf dieses denkwürdige Ereignis (also nicht auf den Bezug zu Ancus Marcius) geht vermutlich das Cognomen „Rex“ der „Marcii Rex“ zurück, die als Zweig der gens in den Quellen erstmals bei Livius für das Jahr 196 v. Chr. mit einem Vertreter genannt werden (Quintus Marcius Rex als tribunus plebis)
- Marcus Marcius Macer, römischer Konsul 100
- Numerius Marcius Plaetorius Celer, römischer Offizier (Kaiserzeit)
- Quintus Marcius Barea Soranus, römischer Suffektkonsul 34 und Vater des gleichnamigen Suffektkonsuls 52
- Quintus Marcius Barea Soranus, römischer Suffektkonsul 52
- Quintus Marcius Philippus (Konsul 281 v. Chr.) († nach 263 v. Chr.), römischer Politiker
- Quintus Marcius Philippus (Konsul 186 v. Chr.) (um 229 v. Chr.–nach 169 v. Chr.), römischer Politiker, Konsul 186 v. Chr. und 169 v. Chr.
- Quintus Marcius Crispus, Feldherr Gaius Iulius Caesars
- Quintus Marcius Ralla, römischer Politiker, Volkstribun 196 v. Chr.
- Quintus Marcius Rex (Prätor), römischer Politiker, erbaute das Aquädukt Aqua Marcia
- Quintus Marcius Rex (Konsul 118 v. Chr.), römischer Politiker
- Quintus Marcius Rex (Konsul 68 v. Chr.) (vor 110 v. Chr.–61 v. Chr.), römischer Politiker
- Quintus Marcius Tremulus, römischer Konsul 306 v. Chr. und 288 v. Chr.
- Quintus Marcius Turbo, römischer Militär und Prätorianerpräfekt
- Sextus Marcius Priscus, römischer Suffektkonsul

## Spuren des Personennamens Marcius
Eine Reihe französischer Orte heißt Mercy. In einigen Fällen wird dieses Toponym auf das lateinische Patronym Marcius oder Mercius zurückgeführt, so bei Mercy im Département Allier und bei Mercey-sur-Saône.